# Jackie Copland
John 'Jackie' Copland (Paisley, 21 maart, 1947) is een voormalig Schots voetballer die als verdediger speelde. Hij speelde het grootste gedeelte van zijn voetbalcarrière voor St. Mirren (van 1967 tot 1968 en van 1976 tot 1983). 
Copland speelde ook voor Stranraer en Dundee United.